# お笑いポポロ
お笑いポポロ（おわらいポポロ）は、麻布台出版社より偶数月の7日に発売されていた隔月刊のお笑い専門誌。アイドル誌ポポロのお笑い版。
2002年12月号（第1号）の創刊時から年4回の季刊であったが、2010年6月から年6回発刊の隔月刊に変更。2011年8月発行の第39号をもって休刊した。

## 概要
主に若手芸人のインタビューを事務所、経歴など問わずに掲載している。お笑い番組の特集も行っており、疑問・質問に番組プロデューサーが答えている。芸人がサインを入れたグッズ、生ポラをプレゼントしたり、ポストカードやポスターの付録がある。

## シリーズ企画
- 芸人ハヤリモノスタイル―それぞれの芸人があるテーマで好きな物を掲載している。
- 芸人アンケート―あるテーマで芸人にアンケートを採ったもの。

## 連載
- NON STYLE・石田明『ある島の風景』（小説）／2010年7月号〜2011年5月号
- 流れ星・ちゅうえい『岐阜県民集会』（エッセイ）／2010年5月号〜2011年3月号

## 過去のおもな登場芸人
- ロザン、ブラックマヨネーズ、麒麟、チュートリアル、ハイキングウォーキング、次長課長、ライセンス、NON STYLE、しずる、ジャルジャル、はんにゃ、フルーツポンチ、モンスターエンジン、アームストロング、カナリア、ピース、チーモンチョーチュウ、ウーマンラッシュアワー、パンサー
- オードリー、ハマカーン
- ネプチューン、我が家、ロッチ、ハライチ、ザ・ゴールデンゴールデン
- アンジャッシュ、東京03、キングオブコメディ、ラバーガール
- バナナマン、スピードワゴン、ななめ45°、磁石、オレンジサンセット
- 流れ星
- U字工事
- 響、オテンキ
- のろし、ヒカリゴケ、広海・深海
- 有吉弘行、マシンガンズ、おかもとまり

## 編集部
- 編集長 - 飯田百合子
- 発行人 - 鈴木大助